# Elchwald

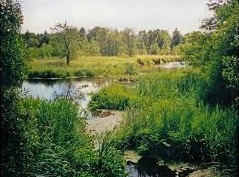
Elchwald, Moor bei Pait

Der Elchwald war ein Naturschutzgebiet in Ostpreußen.

## Geschichte
Am 12. September 1937 wurde ein 46.550 ha großes Waldgebiet östlich und südöstlich vom Kurischen Haff als Deutscher Elchwald zum Reichsnaturschutzgebiet erklärt. Der Name ging auf die neue Forstinspektion über, die am 1. April 1938 aus den Forstämtern Ibenhorst und Tawellningken im Regierungsbezirk Gumbinnen und Pfeil, Klein Naujock, Neu-Sternberg, Alt-Sternberg, Gertlauken und Drusken im Regierungsbezirk Königsberg gebildet wurde. 1939 kamen die Oberförsterbezirke Rossitten und Schwarzort und 1941 noch Leipen und Papuschienen im Kreis Wehlau hinzu. Damit gehörte die ganze Kurische Nehrung zum Elchwald.
Am 1. Juli 1941 wurde der Elchwald aus der Forstverwaltung der Provinz herausgenommen und dem Reichsforst- und Reichsjagdamt unterstellt. Mit 75.000 ha Staatsforstbesitz und über 25.000 ha angepachteter Schutzjagden war er ein größtenteils zusammenhängendes Jagdgebiet von über 100.000 ha. Dass die elf Forstämter zum Staatsjagdgebiet und einheitlich geleiteten Oberforstamt zusammengelegt wurden, war der Jagd und Hege des Elchs geschuldet. Nach der Internationalen Jagdausstellung in Leipzig (1930) hatte die waidmännische Öffentlichkeit die Schönheit und den Artenreichtum der Landschaft entdeckt. Man beschloss, den sogenannten Baumwald sowie Ibenhorst und Tawellningken dem Reichsjägermeister vorzubehalten.
Im Gebiet des Elchwalds jagten außer Hermann Göring auch Otto Braun, Wilhelm II., Paul von Hindenburg, Carl Gustaf Emil Mannerheim, Miklós Horthy, Boris von Bulgarien, Günther von Kluge, Clemens Freiherr von Schorlemer-Lieser und andere Persönlichkeiten.

## Teile
Der Elchwald umfasste vier sehr verschiedene Landschaftsgebiete: Im Süden waren reiche Grundmoränenböden mit den Lehmrevieren des »Großen Baumwaldes«. Nördlich von ihnen, am Ostufer des Kurischen Haffs, lagen der Westteil des Großen Moorbruchs und die Erlenbruchwaldreviere des Memeldeltas. Zwischen Haff und Ostsee lag die „deutsche Wüste“, die Kurische Nehrung.
Hans Kramer, der legendäre Oberförster des Elchwaldes, schrieb über sein Revier:

„Der Elchwald vereinte Landschaften von außerordentlicher Vielfalt und Gegensätzlichkeit. Parkartige Wälder mit fast allen deutschen Baumarten, Bruchwälder, Kiefernbestände auf Dünen, lichte Birkenwaldungen und düstere Fichtenreinbestände, riesige unbewaldete Hochmoore von melancholischer Herbheit, die majestätischen Wanderdünen der Kurischen Nehrung und ihre durch ein großartiges Aufforstungswerk festgelegten Geschwister, die Vielzahl großer und kleiner Wasserläufe in ihrer sanften Lieblichkeit und in ihrer wilden Kraft, wenn sie Hochwasser führten, das Haff und seine Ufer mit den oft fast undurchdringlichen Schilfbreiten – wahrlich ein Gebiet von einmaliger Schönheit und ungezähmter Urwüchsigkeit.“